# Charaxes kilimensis
Charaxes kilimensis är en fjärilsart som beskrevs av Van Someren 1969. Charaxes kilimensis ingår i släktet Charaxes och familjen praktfjärilar. Inga underarter finns listade i Catalogue of Life.